# Mézy-Moulins
Mézy-Moulins è un comune francese di 522 abitanti situato nel dipartimento dell'Aisne della regione dell'Alta Francia.

## Società

### Evoluzione demografica
Abitanti censiti